# ديفكون

يتمثل هذا المقياس بخمسة مستويات يعتبر المستوى الأول اخطرها على الإطلاق

حالة الاستعداد الدفاعي (بالإنجليزية: Defense Readiness condition)‏ وتعرف اختصار بديفكون (بالإنجليزية: DEFCON)‏، هي مقياس أمريكي يحدد درجة التهديد على الأمن القومي الأمريكي ومستوي الإنذار للقوات المسلحة الأمريكية بمختلف فروعها لتعامل مع هذا التهديد، ويتكون من خمسة مستويات يعتبر المستوى الأول اخطرها على الإطلاق حيث تمثل حالة الاستعداد القصوى لجميع فروع القوات المسلحة الأمريكية وأن هناك حرب نووية تلوح في الأفق. تم تطوير هذا النظام بواسطة هيئة الأركان المشتركة الأمريكية ومركز قيادة موحد تابع لوزارة الدفاع الأمريكية يتكون من إدارتين عسكريتين على الأقل  تكون مهمتها السيطرة والتحكم بجميع فروع القوات المسلحة الأمريكية في وقت السلم والحرب. المستوي الخامس المسمى ديفكون 5 يمثل اقل المستويات تهديدا للأمن القومي الأمريكي ويُعمل به في الظروف العادية، أما المستوي الأول ديفكون 1 فيمثل تهديدا بالغا للدولة كاندلاع حرب نووية، وبالجدير بالذكر أن الولايات المتحدة لم تصل لهذا أبدا في تاريخها، لكنها وصلت لمستويات مختلفة في بعض الظروف.
ديفكونز DEFCONs مجموعة من الأنظمة الفرعية لتحديد مستويات الخطر مثل ليرتكون LERTCON وهو مقياس للخطر تستخدمه الولايات المتحدة وحلفاؤها من دول حلف الناتو، وريدكون REDCON وهو مستوى من الإنذار تستخدمه الوحدات العسكرية المستقلة، وأميرجكون EMERGCON وهو مستوى من الإنذار مفصول عن ديفكون تستخدمه الولايات المتحدة الأمريكية في حالات الاستعداد والدفاع في وقت الأزمات لأنه يتضمن تدابير مدنية بالإضافة إلى التدابير العسكرية التي يتولاها الجيش وتقاس عن طريق ديفكون.

## عمليات
يتم التحكم في مستوى ديفكون في المقام الأول من قبل رئيس الولايات المتحدة ووزير الدفاع الأمريكي من خلال رئيس هيئة الأركان المشتركة، ومركز قيادة موحد تابع لوزارة الدفاع الأمريكية، ويحدد لكل مستوى ديفكون سيناريوهات محددة للتحرك، وتحديد درجة إستعداد القوات المسلحة الأمريكية. الفروع المختلفة للقوات المسلحة الأمريكية (وتتضمن الجيش، والبحرية والقوات الجوية، ومشاة البحرية، وخفر السواحل الأمريكية) والقواعد العسكرية يمكن تفعيلها بدرجات مختلفة أي أنه يمكن أن تكون حالة الاستعداد ديفكون 2 للقوات الجوية بينما تبقى باقي الفروع علي حالة ديفكون 3، وهذا ما حدث بالضبط في ازمة الصواريخ الكوبية عندما وضع الاتحاد السوفيتي صواريخه النووية بالقرب من السواحل الأمريكية في كوبا. بشكل عام، لا يوجد وضع ديفكون واحد محدد للعالم أو دولة بعينها، لكنه يحدد بمناطق جغرافية محددة بعينها. ووفقا لمجلة طيران وفضاء/سميثسونيان، أنه واعتبارا من عام 2014، لم يتخطى ديفكون المستوى 3 على مستوى العالم، لكنه وصل للمستوى الثاني في مناطق جغرافية مثل في أزمة الصواريخ في كوبا عام 1962، وحرب الخليج عام 1991 حيث لم يكن مستوى الإنذار وصل لمستوى 2 في بقية أنحاء العالم.

## المستويات
| درجة التهديد | درجة الجاهزية     | الوصف                                                            | درجة التأهب                                                                          |
| ------------ | ----------------- | ---------------------------------------------------------------- | ------------------------------------------------------------------------------------ |
| ديفكون 1     | رد الفعل الأقصى   | خطر حرب نووية تلوح في الأفق                                      | أقصى درجات التأهب والاستعداد                                                         |
| ديفكون 2     | إنتشار سريع       | خطر حرب نووية متوقع                                              | حالة تأهب وإستعداد عالية للقوات المسلحة مع التأكد من جاهزيتها للعمل في حدود ست ساعات |
| ديفكون 3     | تسارع في رد الفعل | زيادة حالة الاستعداد للقوات المسلحة                              | تجهيز القوات الجوية للعمل في حدود 15 دقيقة                                           |
| ديفكون 4     | رد فعل بطئ        | زيادة في جمع المعلومات الاستخباراتية والتأكد من التدابير الأمنية | حالة من التأهب والاستعداد فوق المستوى الطبيعي                                        |
| ديفكون 5     | عادية             | أدنى حالة إستعداد                                                | حالة تأهب وإستعداد طبيعي                                                             |

## تاريخ
بعد إنشاء قيادة دفاع الفضاء الجوي الأمريكية الشمالية والمسمى نوراد تم استخدام مستويات جاهزية مختلفة (من عادية، إلى أعلى من عادية، وصولا إلى الحد الأقصى) مقسمة إلى ثمانية حالات، على سبيل المثال، مستوى "الحد الأقصى للجاهزية" قسم لحالتين هما الأولى "حالة جاهزية لدفاع الجوي" و "وحالة الطوارئ لدفاع الجوي". وفي أكتوبر 1959،  أبلغ رئيس هيئة الأركان المشتركة نوراد "أن كندا والولايات المتحدة وقعت إتفاقا على زيادة الاستعداد العملي لقوات نوراد خلال فترات التوتر الدولي. بعد أن أصبح الإتفاق فعالا في 2 أكتوبر 1959، قامت هيئة الأركان المشتركة في نوفمبر عام 1959 بوضع نظام سمي ديفكون للأوامر العسكرية. وكان نظام ديفكون يتكون من حالتين الأولي "ألفا" والثانية "برافو" (تندرج تحت مستوى ديفكون 3) و تشارلي/دلتا تحت ديفكون 4، بالإضافة إلى مستوى "الطوارئ" الذي يعتبر أعلى من ديفكون 1 وتندرج تحته حالتين هما: حالة "الدفاع في حالات الطوارئ" والحالة الأعلى "الدفاع الجوي في حالات الطوارئ"، كما كان هناك حالتين هما (الأولى Big Noise وتعني ضجيج عالي والثانية Hot Box وتعني صندوق ساخن وهما للتدريب.) 

## ديفكون 2

### أزمة الصواريخ الكوبية
تم العمل بهذا المستوي في أزمة الصواريخ الكوبية عندما وضع الاتحاد السوفيتي صواريخه النووية بالقرب من السواحل الأمريكية في كوبا، تم إعلان حالة الاستعداد ديفكون 2 للقوات الجوية بينما بقيت باقي الفروع على حالة ديفكون 3.

### عمليةعاصفة الصحراء
في 15 يناير 1991، أعلنت هيئة الأركان المشتركة حالة الاستعداد ديفكون 2 في المرحلة الأولى من عملية عاصفة الصحراء في حرب الخليج. وكان وزير الخارجية الأمريكي جيمس بيكر خائف من أن استخدام الاسلحة الكيماوية العراقية ضد قوات التحالف من شأنه أن يؤدي إلى استخدام القوة النووية ضده.

## ديفكون 3

### حرب أكتوبر
في 6 أكتوبر 1973، شنت مصر وسوريا هجوما مشتركا على إسرائيل مما أدى إلى اندلاع حرب أكتوبر. شعرت الولايات المتحدة بالقلق من أن الاتحاد السوفياتي قد يتدخل، وأعلنت في يوم 25 أكتوبر وضع القوات المسلحة الأمريكية وتشمل القيادة الجوية الاستراتيجية القارية، وقيادة الدفاع الجوي، والقيادة الأوروبية والأسطول السادس في حالة الاستعداد ديفكون 3. وعلى مدى الأيام التالية، عادت مختلف القوى إلى الوضع الطبيعي مع سحب الأسطول السادس الأمريكي في 17 نوفمبر.

### عملية بول بنيان
بعد مقتل ضابطين أمريكيين على يد جنود كوريين شماليين بين الحد الفاصل في الكوريتين في 18 أغسطس 1976، رفعت مستويات الجاهزية للقوات الأمريكية في كوريا الجنوبية لمستوى ديفكون 3، حيث بقيت طوال عملية بول بنيان التي تضمنت قطع نباتات الحور التي حجبت عملية مقتل الجنديين الأمريكيين.

### 11 سبتمبر 2001
خلال هجمات الحادي عشر من سبتمبر عام 2001، أمر وزير الدفاع الأمريكي دونالد رامسفيلد بزيادة مستوى ديفكون إلى 3، كما أخذت الاحتياطات لزيادة المستوى لديفكون 2، لكن هذا لم يحدث. كما لم تفلح هذه الاحتياطات في صد هجمات الطائرات علي البرجين ووُجهت انتقادات شديدة لمسؤوليها الأمنيين.